# Souancé-au-Perche
Souancé-au-Perche é uma comuna francesa na região administrativa do Centro, no departamento de Eure-et-Loir. Estende-se por uma área de 18,94 km². Em 2010 a comuna tinha 538 habitantes (densidade: 28,4 hab./km²).